# Liste der Bodendenkmäler in Greiling
Auf dieser Seite sind die Bodendenkmäler in der oberbayerischen Gemeinde Greiling zusammengestellt. Diese Tabelle ist eine Teilliste der Liste der Bodendenkmäler in Bayern. Grundlage ist die Bayerische Denkmalliste, die auf Basis des Bayerischen Denkmalschutzgesetzes vom 1. Oktober 1973 erstmals erstellt wurde und seither durch das Bayerische Landesamt für Denkmalpflege geführt wird. Die folgenden Angaben ersetzen nicht die rechtsverbindliche Auskunft der Denkmalschutzbehörde.

## Bodendenkmäler in Greiling
| Lage                              | Objekt | Akten-Nr.     | Bild           |
| --------------------------------- | --- | ------------- | -------------- |
| (Standort)                        | Grabhügel mit Bestattungen der Bronzezeit. | D-1-8235-0007 |                |
| (Standort)                        | Grabhügel vorgeschichtlicher Zeitstellung. | D-1-8235-0023 |                |
| (Standort)                        | Grabhügel vorgeschichtlicher Zeitstellung. | D-1-8235-0024 |                |
| (Standort)                        | Verebnete Grabhügel vorgeschichtlicher Zeitstellung.                                                                                                 | D-1-8235-0025 |                |
| (Standort)                        | Grabhügel vorgeschichtlicher Zeitstellung. | D-1-8235-0026 |                |
| (Standort)                        | Körpergräber des frühen Mittelalters. | D-1-8235-0030 |                |
| (Standort)                        | Körpergräber des frühen Mittelalters. | D-1-8235-0062 |                |
| (Standort)                        | Körpergräber des frühen Mittelalters. | D-1-8235-0063 |                |
| Nähe Tegernseer Straße (Standort) | Untertägige mittelalterliche und frühneuzeitliche Befunde im Bereich der katholischen Filialkirche St. Nikolaus in Greiling und ihres Vorgängerbaus. | D-1-8235-0064 | weitere Bilder |